# Jakob Lorenz
Jakob Lorenz (* 11. September 2001 in Bregenz) ist ein liechtensteinisch-österreichischer Fussballspieler.

## Karriere

### Verein
Lorenz begann seine Laufbahn beim FC Vaduz. Zur Saison 2016/17 wechselte er nach Österreich zum FC Blau-Weiß Feldkirch. Im Juni 2018 debütierte er für die erste Mannschaft in der Vorarlbergliga. In fünf Spielzeiten kam der Mittelfeldspieler zu insgesamt 69 Viertligaeinsätzen für Feldkirch und erzielte dabei drei Tore. Im Sommer 2022 kehrte er zum FC Vaduz zurück, bei dem er in das Kader der zweiten Mannschaft eingegliedert wurde.

### Nationalmannschaft
Der gebürtige Österreicher Lorenz spielte im Oktober 2021 erstmals für die liechtensteinische U-21-Auswahl. Am 25. September 2022 gab er bei der 0:2-Niederlage gegen Moldawien im Rahmen der UEFA Nations League nach später Einwechslung sein Debüt für die A-Nationalmannschaft.